# Batalla de Gangut
La batalla de Gangut (ruso: Гангутское сражение, finés: Riilahden taistelu, sueco de Finlandia: Slaget vid Rilax, Sueco: Sjöslaget vid Hangöudd) tuvo lugar entre el 27 de julio y el 7 de agosto de 1714 durante la Gran Guerra del Norte (1700-1721), en aguas de la bahía de Riilahti, al norte de la península de Hanko, cerca del emplazamiento de la actual ciudad de Hanko, Finlandia, entre la Armada Sueca y la Armada Imperial Rusa. Fue la primera victoria importante de la flota rusa en su historia. Se conmemora en Rusia como uno de los Días de Honor Militar.

## La batalla

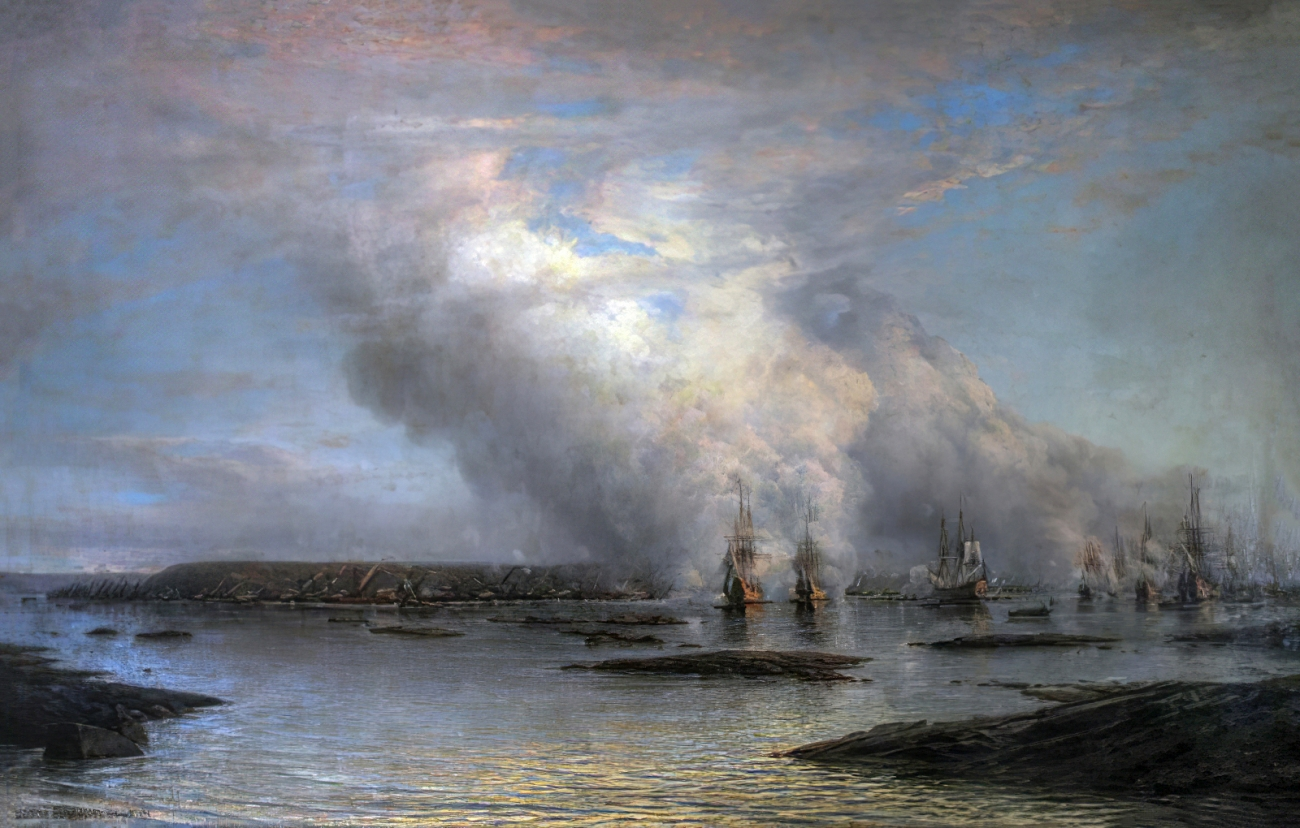
La batalla de Gangut, por Aleksey Bogolyubov

Después de que Ehrenskiöld se negó a rendirse, la flota rusa atacó el 27 de julio de 1714 a las 14:00 horas. Según fuentes suecas, las galeras rusas, comandadas por el zar, atacaron dos veces (primero con 35 galeras, luego con 80 galeras), pero fueron rechazadas en ambas ocasiones. La tercera vez, al atacar con refuerzos y una fuerza combinada de unas 95 galeras, los rusos lograron llegar a los barcos suecos y entablar un combate cuerpo a cuerpo, donde la superioridad numérica de los rusos podría utilizarse a su favor. Los rusos lograron abordar la galera sueca más a la izquierda de la línea, la Tranan, que volcó y se hundió, creando un agujero en la línea sueca. Las galeras rusas aprovecharon la apertura y rápidamente pudieron empezar a abordar el resto de barcos suecos. Los combates duraron tres horas mientras los suecos defendían todos sus barcos. Los combates terminaron con la captura de Elefanten, donde el propio almirante Ehrenskiöld fue hecho prisionero de guerra en la cubierta de su propio buque insignia.
La descripción sueca de la batalla no está respaldada por documentos rusos de la época y el historiador ruso Prof. Paul A. Krotov demostró que era incorrecta en muchos aspectos en 1996. En su investigación basada en una gran cantidad de documentos de archivos rusos y extranjeros relacionados Antes de la batalla y que se remonta al siglo XVIII, Krotov demuestra que la flota rusa lanzó sólo un ataque masivo contra la posición sueca.: 119–132  Afirma que el número de bajas rusas según lo informado por el oficial sueco CG Tornquist está enormemente inflado y aumentó de 127 hombres muertos y 347 heridos, una cifra respaldada por pruebas documentales, a 3.000 muertos y 1.600 heridos.: 118 , que es más que el número de marineros rusos que participaron en los combates.: 110   Además, a pesar de la afirmación sueca de que sólo 60 galeras rusas llegaron a Åbo debido a graves daños, se sabe por fuentes de la guerra que todas las galeras navegaron allí el 1 de agosto de 1714 con toda su fuerza.: 118  El número total de galeras rusas era ligeramente menor de lo informado: 98.: 118   Krotov también descubrió numerosas fuentes que mencionan que durante el transcurso de la batalla 4 cañoneras rusas “ smpavia ” atacaron a los barcos suecos por la retaguardia.: 129–130 
Las galeras rusas se diseñaron de manera diferente a las suecas. Si bien llevaban artillería generalmente inferior (dos cañones de 6 libras por galera), tenían una tripulación más grande, generalmente cerca de 200 hombres por galera. Los rusos superaban sustancialmente en número a los suecos, según algunas fuentes suecas 15 a uno. El número de rusos en la batalla era tal que no había suficiente espacio para que todos los buques rusos lucharan a la vez, por lo que sólo participaron 23 buques.: 103 

## Consecuencias

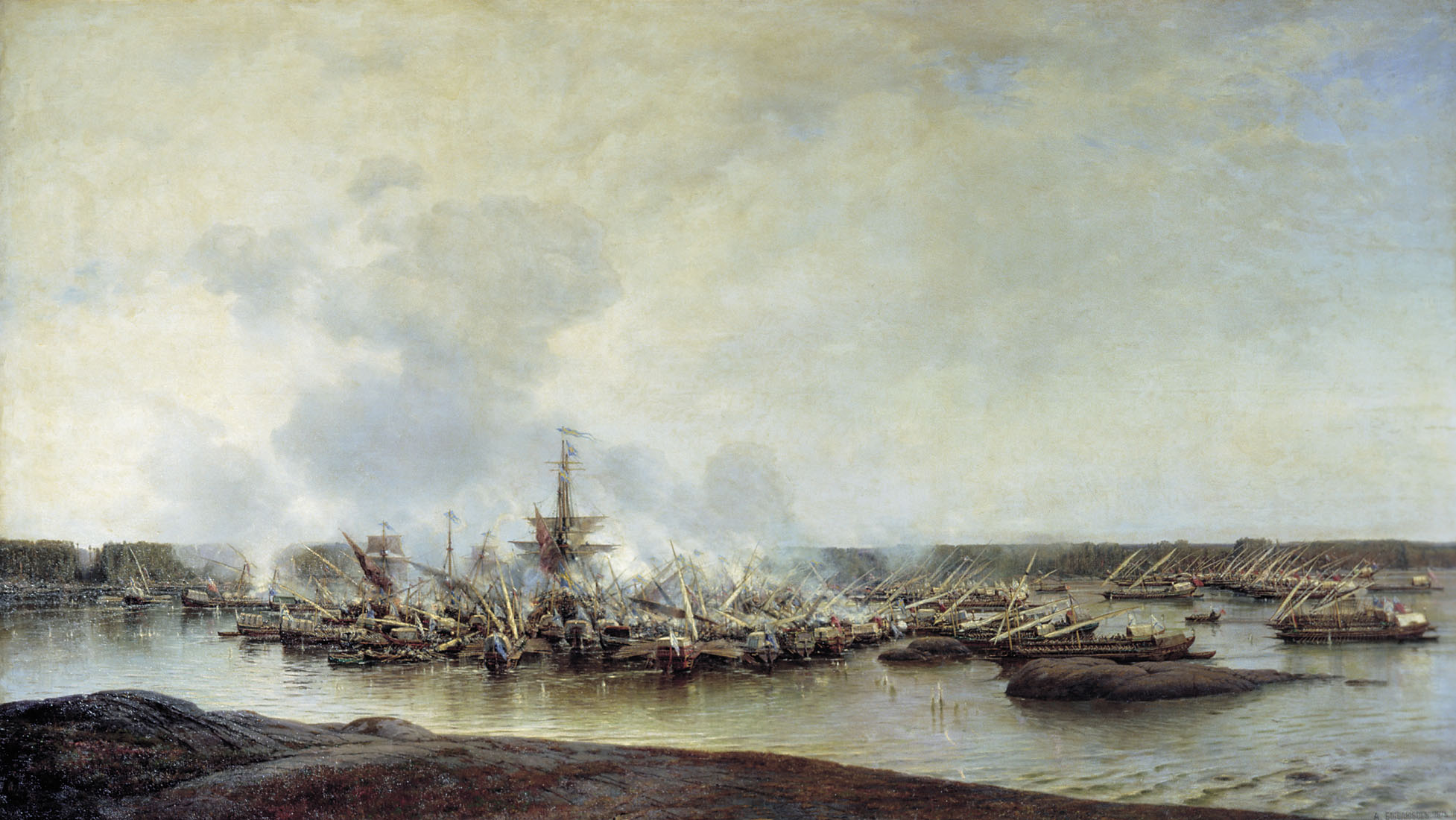
Barcos destruidos después de la batalla.

Si bien la derrota del pequeño escuadrón sueco no tuvo muchas consecuencias, el hecho de que más de 70 galeras rusas hubieran superado el bloqueo sueco en Hangö y llegado al mar del Archipiélago sí lo tuvo. La flota de batalla sueca que había estado bloqueando la península de Hanko se trasladó rápidamente al oeste de Åland para proteger Suecia contra las incursiones de las galeras rusas. Esto también abrió la vía marítima costera para los transportes rusos. Una flota de galeras rusa al mando del almirante Apraksin partió de Rilax el 1 de agosto para navegar hacia Åbo desde donde continuó el 5 de agosto hacia Åland. El 8 de agosto, Apraksin llegó a la costa este de Åland, lo que provocó la retirada sueca de las islas. El 13 de agosto, toda Åland estaba bajo control ruso. Como la flota de batalla sueca impidió que Apraksin llegara a Suecia, las galeras se desviaron para apoyar al ejército ruso que luchaba a lo largo de la costa del golfo de Botnia con un pequeño escuadrón que saqueó y arrasó la ciudad sueca de Umeå el 18 de septiembre. La presencia de la flota de galeras rusa en la bahía de Botnia obligó a los restos del ejército sueco en Finlandia a retirarse apresuradamente al río Torne para evitar ser rodeados.